# Хорње Срње
Хорње Срње (слч. Horné Srnie) насељено је мјесто са административним статусом сеоске општине (слч. obec) у округу Тренчин, у Тренчинском крају, Словачка Република.

## Становништво
| Година:    | 1994. | 2004.   | 2014.   | 2024.   |
| ---------- | ----- | ------- | ------- | ------- |
| Број људи: | 2862  | 2876    | 2795    | 2679    |
| Разлика:   |       | +0,48 % | -2,81 % | -4,15 % |

| Година:    | 2023. | 2024.   |
| ---------- | ----- | ------- |
| Број људи: | 2700  | 2679    |
| Разлика:   |       | -0,77 % |

Према подацима о броју становника из 2024. године насеље је имало 2679 становника.